# Augusto José Zini Filho
Augusto José Zini Filho (* 26. November 1932 in Poços de Caldas, Minas Gerais, Brasilien; † 16. November 2006) war ein brasilianischer Geistlicher und Bischof von Limeira.

## Leben
Augusto José Zini Filho studierte Philosophie und Katholische Theologie am Priesterseminar São José in Rio de Janeiro. Er empfing am 29. Juni 1959 das Sakrament der Priesterweihe. Zini Filho wurde am Seraphicum in Rom im Fach Pastoraltheologie promoviert.
Anschließend wurde Augusto José Zini Filho Pfarrer der Pfarrei São Sebastião in Bento Ribeiro. Zudem war er Direktor des Colégio João XXIII in Rio de Janeiro. Danach war Zini Filho fünf Jahre Mitarbeiter der Kongregation für die Bischöfe.
Am 13. Juli 1994 ernannte ihn Papst Johannes Paul II. zum Titularbischof von Megalopolis in Proconsulari und zum Weihbischof in São Sebastião do Rio de Janeiro. Der Erzbischof von São Sebastião do Rio de Janeiro, Eugênio Kardinal de Araújo Sales, spendete ihm am 8. September desselben Jahres die Bischofsweihe; Mitkonsekratoren waren die Weihbischöfe in São Sebastião do Rio de Janeiro, João d’Avila Moreira Lima und Narbal da Costa Stencel.
Papst Johannes Paul II. ernannte ihn am 22. Januar 2003 zum Bischof von Limeira. Die Amtseinführung erfolgte am 16. März desselben Jahres.